# PowerVR
PowerVR é uma divisão da Imagination Technologies (antiga VideoLogic) e também a sua marca de unidades de processamento gráfico utilizado entre os dispositivos portáteis, não mais disponível para computadores domésticos, apesar de planos para voltar a esse mercado. Seus primeiros aceleradores 3D não eram fabricados pela PowerVR, mas a sua tecnologia era licenciada para outras companhias como a NEC.
O principal concorrente dos produtos PowerVR no mercado de aceleradores gráficos na década de 1990 era a família Voodoo da 3dfx que se tornaria a líder até a chegada maciça das empresas ATI e nVidia que expulsou as duas primeiras. Desde 2002 vários jogos para PC não são mais oficialmente compatíveis com os chipsets PowerVR.

## Implementações

### Primeiros chipsets
A primeira utilização comercial da arquitetura PowerVR se deu em placas voltadas exclusivamente para aceleração 3D, concorrendo à época com a primeira geração de placas da 3dfx, Rendition Verite, S3 Graphics, entre outras. Seu produto mais conhecido foi a placa M3d da Matrox.

### Sega Dreamcast
O chip de segunda geração da PowerVR venceu a disputa contra a arquitetura Voodoo 2 da 3dfx entre as equipes de desenvolvimento da Sega para o sucessor do Sega Saturn e foi utilizado no Sega Dreamcast entre os anos de 1998 e 2001. O desempenho e a otimização no console permitiram que jogos como Quake III Arena tivessem uma qualidade gráfica comparável à versão para PCs.
A tecnologia foi utilizada também nas placas de arcade derivadas do Dreamcast: Sega NAOMI, Sega NAOMI 2 e Atomiswave.

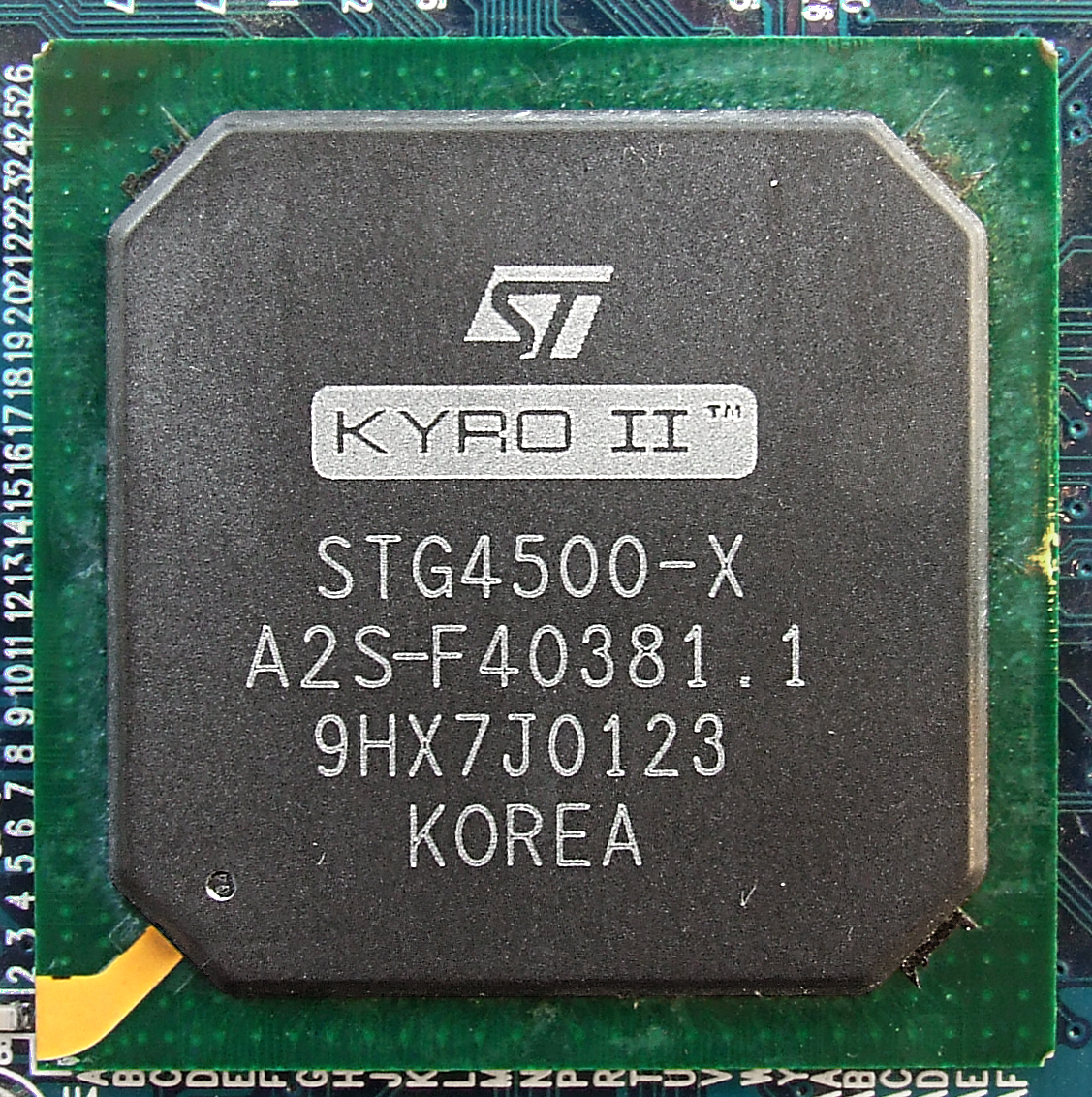
Chipset Kyro II

### KYRO e KYRO II
Em 2001, a STMicroelectronics adotou a terceira geração PowerVR em seus chips STG4000 "KYRO" e "KYRO II". O KYRO II competia em igualdade com os concorrentes ATI Radeon e nVidia GeForce 2 GTS em muitos testes de desempenho, apesar da falta de recursos como transform and lighting. Apesar disso, muitos jogos apresentavam problemas de renderização e, com o tempo, a falta de recursos modernos o tornou incompatível com jogos.

### Quarta geração
O chip STG5000 era baseado na quarta geração e incluía T&L, mas não chegou a ser oferecido comercialmente.

### PowerVR MBX
Com o mercado de placas de vídeo para PC dominado pela ATI e nVidia, a PowerVR passou a se concentrar no mercado de dispositivos portáteis. Seu produto MBX se tornou uma implementação popular, tendo sido licenciado por seis das dez maiores empresas de semicondutores incluindo Intel, Texas Instruments, Samsung, Phillips, Freescale, Renesas e Sunplus.

## Chipsets PowerVR
A tecnologia PowerVR, em suas diversas formas, foi utilizado em:

### Série 1
| Produto           | Tipo                                 | Nome do chip  | Frequência |
| ----------------- | ------------------------------------ | ------------- | ---------- |
| Apocalypse 3d/3dx | Placa aceleradora gráfica 3D para PC | PCX-1 e PCX-2 | 66 MHz     |
| Matrox M3d        | Placa aceleradora gráfica 3D para PC | PCX-1 e PCX-2 | 66 MHz     |

### Série 2
| Produto        | Tipo                   | Nome do chip   | Frequência |
| -------------- | ---------------------- | -------------- | ---------- |
| Sega Dreamcast | Console                | CLX2           | 100 MHz    |
| Neon250        | Placa de vídeo para PC | PowerVR 250PC  | 125 MHz    |
| Sega NAOMI     | Placa de arcade        | CLX2           | 100 MHz    |
| Sega NAOMI 2   | Placa de arcade        | 2 CLX2s + ELAN | 100 MHz    |

### Série 3 (STMicro)
| Produto   | Tipo                   | Nome do chip | Frequência |
| --------- | ---------------------- | ------------ | ---------- |
| KYRO      | Placa de vídeo para PC | STG4000      | 115 MHz    |
| KYRO II   | Placa de vídeo para PC | STG4500      | 175 MHz    |
| KYRO IISE | Placa de vídeo para PC | STG4800      | 200 MHz    |

### Série 4 (STMicro)
KYRO 3 (2D/3D AIB) cancelado devido a venda da divisão de produtos gráficos da STMicro.

### Série 5
Não utilizado devido a falta de parceiros no mercado para computadores domésticos e falta de interesse por parte da Sega em utilizá-la em uma nova placa de arcade.
SGX (arquitetura programável para próxima geração):
- supera os requisitos OpenGL 2.0 e Shader Model 3 para DirectX 9.0c.
- licenciado para Intel, Renesas e NEC
- 3 derivados anunciados para o mercado de celulares: SGX510, SGX520, SGX530
- versões previstas para os mercados domésticos e automotivos (Thalia-L), computação móvel (Muse) e desktops (Athena).

### Dispositivos móveis
- PowerVR MBX/MBX Lite
- PowerVR SGX (hardware para pixel e vertex shader)

### Licenciamento
Em outubro de 2006, a Imagination Technologies anunciou à imprensa a extensão dos acordos de licenciamento de suas tecnologias à Intel, que por sua vez comprou parte da participação acionária da Imagination. Especula-se devido ao conteúdo do press release que as tecnologias licenciadas possam ser integradas a futuros processadores Intel, possivelmente os voltados aos dispositivos portáteis.
Em abril de 2008, um outro press release da empresa confirmou o uso da tecnologia PowerVR SGX no chipset que acompanha o microprocessador Intel Atom.